# آهنگ ۲
«آهنگ ۲» (به انگلیسی: Song 2) (که اغلب به اشتباه Woo Hoo نامیده می‌شود) ترانه‌ای از گروه راک انگلیسی بلِر است. این دومین تک‌آهنگ از پنجمین آلبوم استودیویی بلر بود که در آوریل ۱۹۹۷ منتشر شد. «آهنگ ۲» پس از انتشار در بریتانیا تا ردهٔ دوم جدول تک‌آهنگ‌های بریتانیا صعود کرد، در استرالیا شمارهٔ ۴ جدول ای‌آرآی‌ای شد و در ایالات متحده آمریکا جایگاه ششم جدول ترانه‌های راک مدرن را به‌خود اختصاص داد.
«آهنگ ۲» در مراسم سال ۱۹۹۷ ام‌تی‌وی، نامزد دریافت جایزه در بخش‌های «بهترین ویدئوی گروهی» و «بهترین ویدئوی آلترنتیو» بود. این ترانه همچنین در بریت اواردز ۱۹۹۸ نامزد دو جایزهٔ «بهترین تک‌آهنگ بریتانیایی» و «بهترین ویدئوی بریتانیایی» بوده‌است. در دسامبر ۱۹۹۸ مخاطبان رادیو بی‌بی‌سی ۱، «آهنگ ۲» را به‌عنوان پانزدهمین ترانهٔ برتر همهٔ زمان‌ها انتخاب کردند و در سال ۲۰۱۱ مجلهٔ ان‌ام‌ئی در گزینش ۱۵۰ ترانهٔ برتر ۱۵ سال گذشته، جایگاه هفتاد و نهم را به این قطعه اختصاص داد.

## ویدئو
موزیک ویدئوی «آهنگ ۲» را سوفی مولر ساخته‌است. در این ویدئو اعضای بلر در یک اتاق بسته و در کنار آمپلی‌فایرهای بزرگ در حال اجرای ترانه دیده می‌شوند. زمانی که موسیقی به قسمت کُرُس می‌رسد، حجم صدای ایجاد شده آن‌ها را به دیوار و زمین می‌کوبد.

## افراد مشارکت‌کننده
- دیمن آلبارن - آواز
- گراهام کاکسون - گیتار الکتریک
- الکس جیمز - گیتار باس
- دیو راون‌تری - درامز